# Lys Mousset
Lys Mousset (Montivilliers, 8 februari 1996) is een Frans voetballer die doorgaans als aanvaller speelt. Hij tekende in juli 2019 een contract tot medio 2022 bij Sheffield United, dat €11.000.000,- voor hem betaalde aan AFC Bournemouth.

## Clubcarrière
Mousset is afkomstig uit de jeugdopleiding van Le Havre. Op 7 februari 2014 debuteerde hij in de Ligue 2 tegen Nîmes Olympique. In zijn eerste seizoen kwam de aanvaller tot een totaal van vijf competitieduels. Het seizoen erna kwam hij slechts eenmaal in actie. Op 31 juli 2016 maakte hij zijn eerste competitietreffer tegen Bourg-en-Bresse. In totaal maakte Mousset veertien doelpunten tijdens het seizoen 2015/16, wat hem een transfer opleverde naar AFC Bournemouth. Hij zette zijn handtekening onder een vierjarig contract bij The Cherries, die 6,5 miljoen euro voor hem betaalden.

## Interlandcarrière
Mousset maakte deel uit van Frankrijk –20 en Frankrijk –21.